# Xã Stanford, Quận Clay, Illinois
Xã Stanford (tiếng Anh: Stanford Township) là một xã thuộc quận Clay, tiểu bang Illinois, Hoa Kỳ. Năm 2010, dân số của xã này là 599 người.